# Gobemoustique canari
Culicicapa helianthea
Espèce
Statut de conservation UICN

 LC  : Préoccupation mineure
Le Gobemoustique canari (Culicicapa helianthea) est une espèce de passereaux de la famille des Stenostiridae.

## Répartition et sous-espèces
Selon la classification de référence du Congrès ornithologique international (14.2, 2024) :
- C. h. septentrionalis Parkes, 1960 — Luçon (nord)
- C. h. zimmeri Parkes, 1960 — Luçon (centre/sud)
- C. h. panayensis (Sharpe, 1877 — Visayas, Palawan et Mindanao
- C. h. mayri Deignan, 1947 — Tawi-Tawi
- C. h. helianthea (Wallace, 1865) — Célèbes, îles Banggai, Sula et Selayar